# Aladár Bitskey
Dans le nom hongrois Bitskey Aladár, le nom de famille précède le prénom, mais cet article utilise l’ordre habituel en français Aladár Bitskey, où le prénom précède le nom.
Aladár Bitskey, né le 18 octobre 1905 et mort le 18 mars 1991, est un nageur hongrois ayant participé aux Jeux olympiques d'été de 1924 à Paris et aux Jeux olympiques d'été de 1928 à Amsterdam.

## Carrière
Après avoir déclaré forfait sur le 100 m dos aux Jeux olympiques d'été de 1924, il nage la même distance aux Jeux olympiques d'été de 1928 où il réalise 1 min 15 s 6 en séries et n'est pas qualifié pour la finale.
Toujours au 100 m dos, il participe aux finales des Championnats d'Europe de natation 1926 où il termine 4e ; aux Championnats d'Europe de natation 1927 où il est deuxième en 1 min 17 s 6 et aux Championnats d'Europe de natation 1931 où il est à nouveau deuxième en 1 min 15 s 8.